# 中山陵

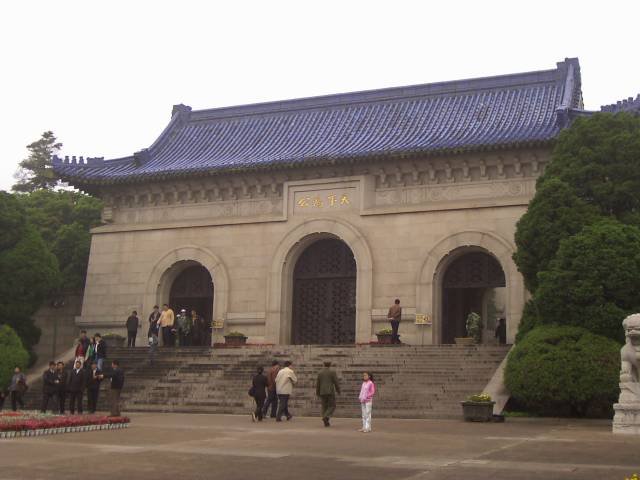
陵門

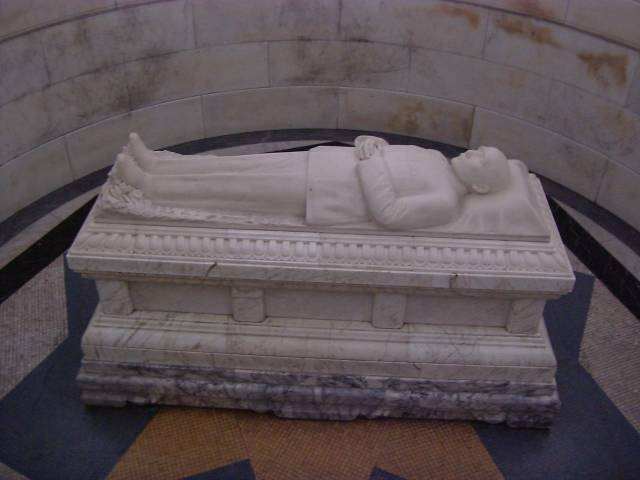
孫文の棺

中山陵（ちゅうざんりょう）は中華人民共和国江蘇省南京市玄武区の紫金山に位置する孫中山（孫文）の陵墓。1926年から1929年にかけて建設された。中国の5A級観光地（2007年認定）。
牌坊、墓道、陵門、碑亭、祭堂と墓室、これらは縦に一直線上に並んでいる。全て花崗岩とコンクリート等を使い建築された。墓道の階段は392段（当時の中国の人口3億9千200万人にちなむとされる）、高低差は73メートルある。ここを登りきると祭堂があり、祭堂の奥に墓室がある。そのほか「中山陵」周辺には「孫中山紀念館」「音楽台」「中山書院」などがあり「中山陵」を中心とした観光区を「中山陵景区」としている。中山陵の西隣には世界遺産である明孝陵がある。

## 入場料
無料